# Gustavus von Tempsky
Gustavus von Tempsky (Braunsberg, 15 febbraio 1828 – Te Ngutu, 7 settembre 1868) è stato un avventuriero, giornalista, scrittore e artista tedesco.

## Biografia

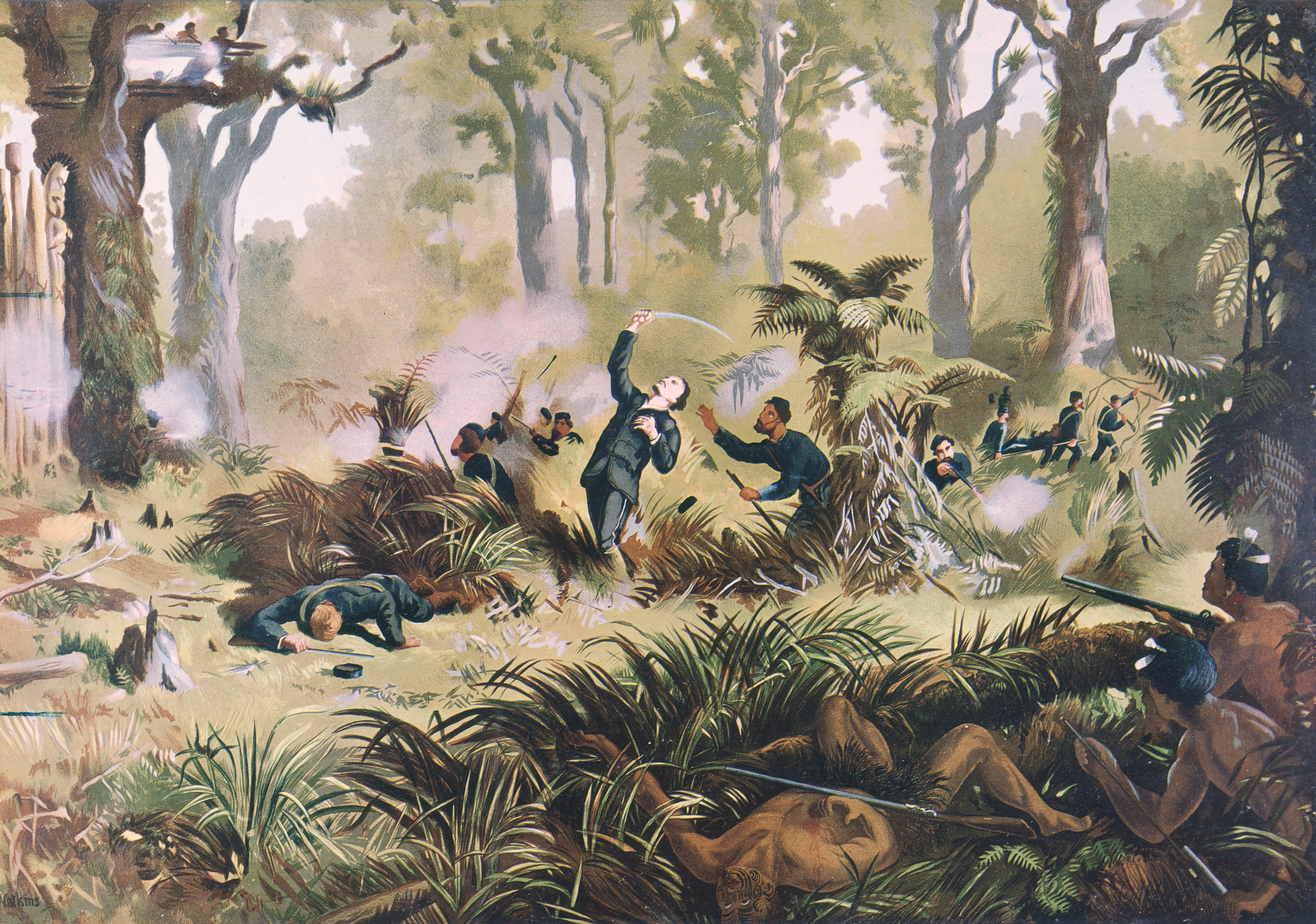
La morte di Von Tempsky, litografia

Sposò Emelia Bell e poi morì il 7 settembre 1868 all'età di 40 anni a Te Ngutu in Nuova Zelanda durante le guerre contro gli indigeni neozelandesi, i maori.